# Quartier de Plaisance
Quartier de Plaisance är Paris 56:e administrativa distrikt, beläget i fjortonde arrondissementet. Distriktet är uppkallat efter en numera försvunnen gård med namnet Playsance.
Fjortonde arrondissementet består även av distrikten Montparnasse, Parc-de-Montsouris och Petit-Montrouge.

## Sevärdheter
- Notre-Dame-du-Travail
- Échelles du Baroque
- Place de Séoul
- Square du Chanoine-Viollet

## Bilder
| - De fyra administrativa distrikten i Paris fjortonde arrondissement. - Notre-Dame-du-Travail. - Échelles du Baroque. - Square du Chanoine-Viollet. |

## Kommunikationer
- Tunnelbana – linje  – Plaisance